# 25C-NB4OMe
25C-NB4OMe或称为2C-C-NB4OMe、NB4OMe-2C-C是一种含氮有机氯化合物，分子式C
18H
22ClNO
3，是苯乙胺类化合物2C-C（2,5-二甲氧基-4-氯苯乙胺）的25-NB类衍生物之一，能作为5-HT2A受体的部分激动剂。